# Юкка Війкіля
Юкка Війкіля (фін. Jukka Viikilä; народ. 1973, Фінляндія) — фінський письменник, поет і драматург, нагороджений найбільшою літературною нагородою Фінляндії в галузі художньої літератури — премією «Фінляндія» (2016), присудженою йому за роман Akvarelleja Engelin kaupungista («Акварелі з міста Енгеля») .